# Wehrmachtsgefängnis Anklam

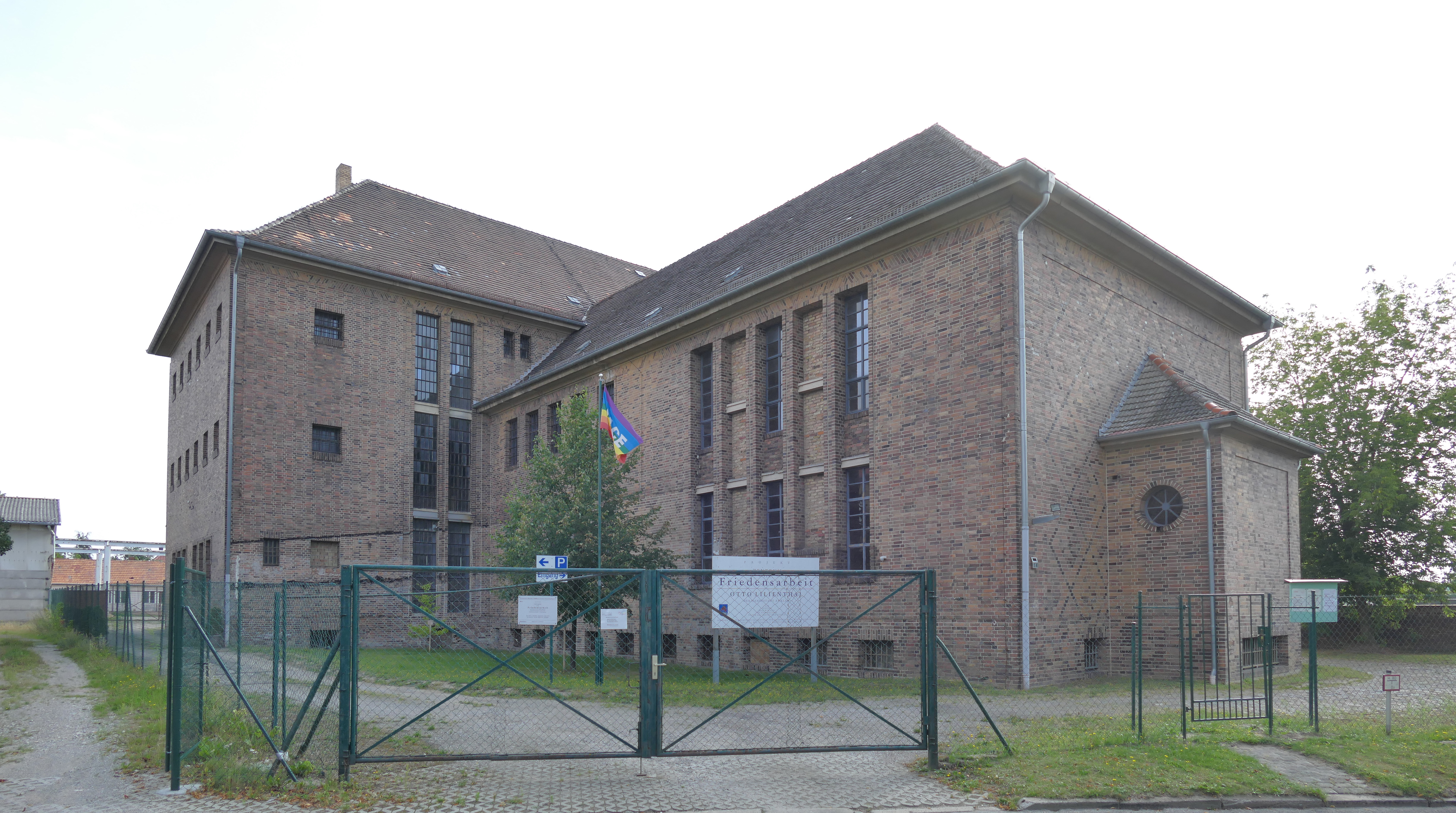
Ehemaliges Wehrmachtsgefängnis Anklam

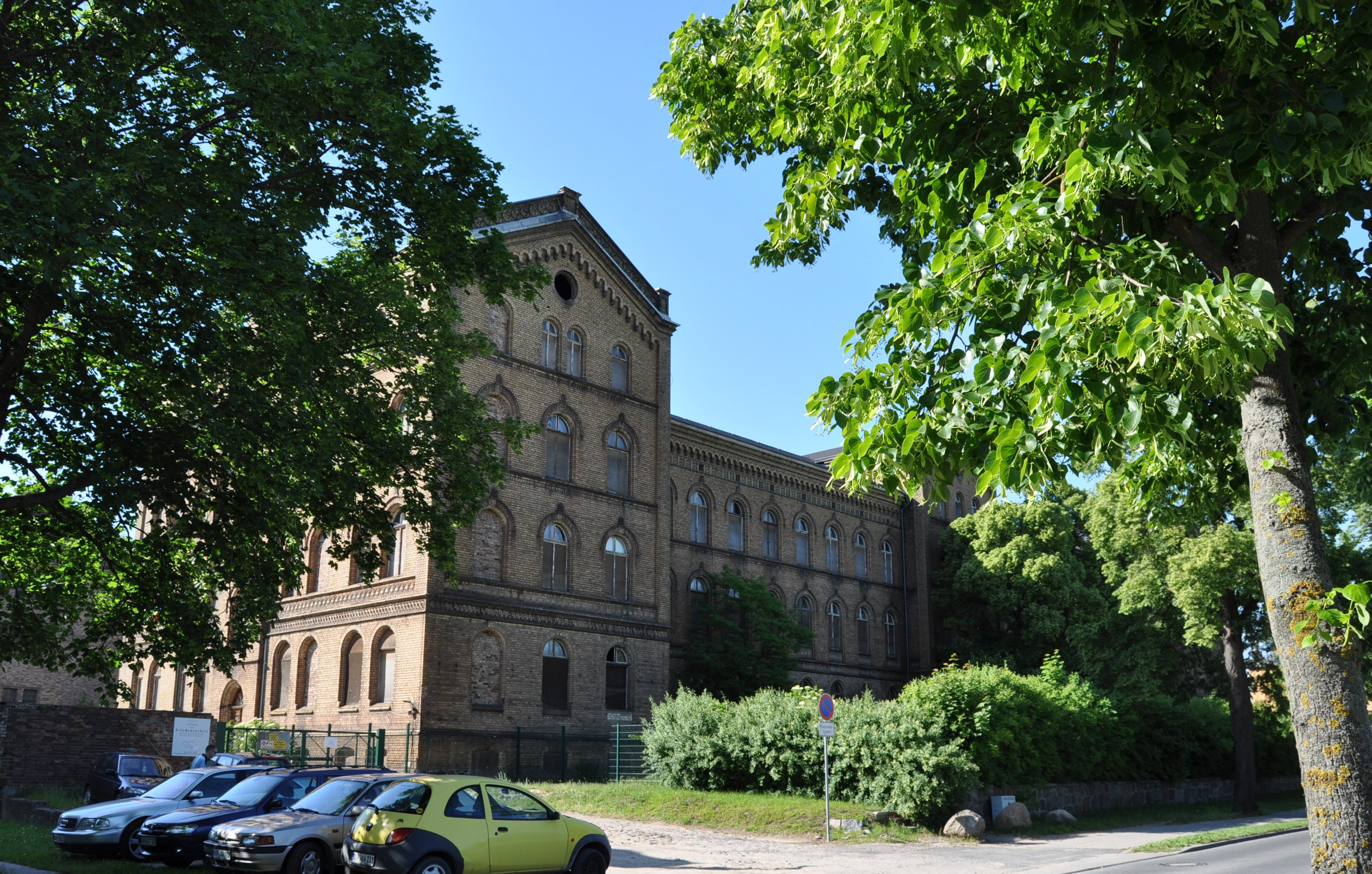
Ehemalige Kriegsschule, in der sich die Verwaltung des Wehrmachtsgefängnisses Anklam befand

Das Wehrmachtsgefängnis Anklam war eines von acht Militärgefängnissen der Wehrmacht im nationalsozialistischen Deutschland. Das unter Denkmalschutz stehende Gebäude befindet sich westlich der Friedländer Straße in der Anklamer Südstadt. Seit 2005 ist es Sitz der Stiftung „Zentrum für Friedensarbeit – Otto Lilienthal – Hansestadt Anklam“ und dient als Lern- und Gedenkort zur NS-Militärjustiz von 1933 bis 1945.

## Geschichte
Das Gefängnis, das für rund 600 Häftlinge ausgelegt war, wurde von 1939 bis 1940 auf dem Hof der Kriegsschule Anklam errichtet. Es gab Gruppen- und Einzelzellen. Im Kellergeschoss des südlichen Flügels befand sich der Todestrakt mit 19 Zellen, in dem die zum Tode verurteilten bis zur Bestätigung ihres Urteils zu mehreren angekettet einsaßen. Die Verwaltung befand sich in der benachbarten Kriegsschule, in der auch die Gerichtsoffiziere untergebracht waren.
Die Häftlinge waren durch Kriegsgerichte Verurteilte aus den Wehrkreisen I, II und XX, der Marinestation der Ostsee sowie aus den Luftgauen I und XI. Die Zuständigkeit erstreckte sich auch auf die Heeresgruppe Nord sowie das Feldheer in Skandinavien und Nordosteuropa. Gründe für Verurteilungen waren unter anderem Fahnenflucht, Wehrkraftzersetzung, Unerlaubte Entfernung, Feigheit vor dem Feind oder Befehlsverweigerung aber auch kriminelle Delikte.
Die ersten Gefangenen trafen Ende 1940 ein. Bis 1945 durchliefen mehrere tausend Verurteilte das Gefängnis. Zum Teil wurden sie als Arbeitskommandos in Rüstungsbetrieben wie den Arado Flugzeugwerken in Anklam und anderen der Umgebung eingesetzt. Zum Wehrmachtsgefängnis Anklam gehörten Wehrmachtsgefangenenabteilungen in Clauen bei Hannover, Fallingbostel, Bernau bei Berlin und Peenemünde. Zeitweise war das Gefängnis mit bis zu 1500 Häftlingen überbelegt. Dementsprechend verschlechterten sich die Haftbedingungen. Ab 1942 wurden in Anklam Feldstrafgefangenen-Abteilungen aufgestellt. 1944 wurden mehrere hundert Häftlinge in die Sonderformation Dirlewanger überstellt, die zur Niederschlagung des Warschauer Aufstandes eingesetzt wurde.
Am 5. November 1941 fand die erste dokumentierte Hinrichtung von drei Soldaten auf einem regulären Schießstand bei Anklam statt. Spätere Vollstreckungen wurden auf dem Gefängnisgelände durchgeführt. Rund 120 Gnadengesuchen zum Tode Verurteilter wurde stattgegeben. Bisher wurden 139 Hinrichtungen in Anklam nachgewiesen, davon 100 im Zeitraum zwischen Januar und April 1945. Am 26. April 1945 fand die letzte Hinrichtung statt.
Die Räumung des Wehrmachtsgefängnisses erfolgte am 28. April 1945. Wachpersonal und letzte verbliebene Gefangene marschierten in drei Schüben in Richtung Küstrin, Friedland und über Jarmen in Richtung Bützow. Der letzte Schub wurde am 1. Mai von der Roten Armee festgenommen.
Zu DDR-Zeiten wurde der nördliche Gebäudeflügel abgebrochen, der Rest zur Lagerung von Getreide genutzt. Eine Arbeitsgruppe des Kulturbundes der DDR begann 1961/1962 mit Forschungen zur Geschichte des Wehrmachtsgefängnisses. Der erhaltene Todeszellentrakt wurde Mitte der 1970er Jahre als Mahnmal gestaltet.
Zwischen 1990 und 2005 blieb das Gebäude ungenutzt. 2005 übernahm die durch Stephan Tanneberger neu gegründete Stiftung „Zentrum für Friedensarbeit – Otto Lilienthal – Hansestadt Anklam“ das Gefängnis. Nach einer Teilrestaurierung wird das Gebäude als Zentrum nationaler und internationaler Friedensarbeit genutzt. Eine Dauerausstellung informiert über den geschichtlichen Hintergrund.
Im November 2021 wurde das ehemalige Wehrmachtsgefängnis durch die Hansestadt Anklam erworben, so dass sich neue Möglichkeiten für das mehrere Tausend Quadratmeter Nutzfläche umfassende Gebäude ergeben.

## Film
- Ungehorsam als Tugend – Das Wehrmachtsgefängnis Anklam und die Militärjustiz im Dritten Reich. Regie: Jörg Hermann, Deutschland 2009, ca. 80 min.